# Magny-le-Désert

Magny-le-Désert este o comună în departamentul Orne, Franța. În 1 ianuarie 2022 avea o populație de 1.386 de locuitori.